# Rocco Cesareo
Rocco Cesareo (Genova, 18 ottobre 1955) è un regista italiano.
Il suo film più importante e famoso è Gli angeli di Borsellino, girato a Palermo, che narra le vicende della scorta di Paolo Borsellino fino al tragico 19 luglio 1992, quando il magistrato palermitano ed alcuni componenti della sua scorta rimasero vittima di un attentato mafioso in via D'Amelio.

## Filmografia
- Gli angeli di Borsellino (2003)
- Il popolo degli uccelli (1999)
- Roma dodici Novembre 1994 (1995) - cortometraggio documentaristico
- Le vigne di Meylan (1993)